# 董龢
董龢，地方志誤作董龠，福建福州府闽县人，明朝政治人物、進士出身。

## 生平
永樂十二年，福建甲午乡试中舉。永樂十六年（1418年），登戊戌科會試中進士，官至贵州布政使。